# 1-я дивизия морской пехоты (СССР)
1-я Мозырская Краснознамённая дивизия морской пехоты — тактическое соединение Военно-морского флота СССР.
По практике, принятой в ВС СССР, в послевоенное время вновь созданным соединениям часто передавались боевые знамёна, почётные наименования и награды соединений, участвовавших в Великой Отечественной войне. Ниже приводится раздел о соединении, от которого 1 дмп их получила, а также воинской части, на базе которого было создано формирование морпехов.

## История
К окончанию Рижской операции в октябре 1944 года, войска 3-го Прибалтийского фронта вошедшие на территорию Латвийской ССР со стороны Белорусской ССР, достигли побережья Балтийского моря.
Решением Ставки ВГК из состава 61-й армии 3-го Прибалтийского фронта была выведена 55-я стрелковая Мозырская Краснознамённая дивизия (55 сд) и переподчинена Краснознамённому Балтийскому флоту.
Далее 55 сд была отправлена на охрану побережья восточнее Таллина.
9 октября 1944 года 55-я стрелковая была переформирована в 1-ю дивизию морской пехоты Краснознамённого Балтийского флота (1 дмп КБФ).
Данное соединение являлось единственной дивизией морской пехоты в Вооружённых Силах Советского Союза созданной в период Великой Отечественной войны. Все остальные формирования морской пехоты данного периода были представлены бригадами, отдельными полками и отдельными батальонами.
Впоследствии 1-я дмп была передислоцирована на территорию Финляндии (по советско-финскому межгосударственному соглашению) на полуостров Порккала-Удд и до конца войны более не участвовала в боевых действиях.
После окончания Советско-финской войны (войны-продолжения), по условиям Московского перемирия полуостров был сдан в аренду СССР на 50 лет. На полуострове была создана военно-морская база «Порккала-Удд».
При переформировании изменились как нумерация соединения, так и его частей:
- Управление дивизии;
- 1-й Лунинецкий Краснознамённый полк морской пехоты — бывший 107-й стрелковый полк;
- 2-й Лунинецкий Краснознамённый полк морской пехоты — бывший 111-й стрелковый полк;
- 3-й Пинский полк морской пехоты — бывший 228-й стрелковый полк;
- 1-й артиллерийский полк морской пехоты — бывший 84-й артиллерийский полк;
- 1-й танковый Ленинградский ордена Кутузова полк морской пехоты — бывший 185-й отдельный танковый полк, переданный в декабре 1944 года из состава Ленинградского фронта[3].
- 2-й отдельный пулемётно-артиллерийский батальон морской пехоты
- 132-й отдельный пулемётно-артиллерийский батальон морской пехоты
- 1-й отдельный истребительно-противотанковый дивизион
- 13-й отдельный мотострелковый батальон
- 12-й отдельный зенитный артиллерийский дивизион
- 5-й отдельный инженерный батальон морской пехоты
- 2-й отдельный батальон связи морской пехоты
- 4-й отдельный автотранспортный батальон морской пехоты
- 3-я отдельная разведрота морской пехоты
- 6-я отдельная рота химзащиты морской пехоты
- 5-я отдельная ремонтно-восстановительная рота морской пехоты
- 12-я отдельная медико-санитарная рота морской пехоты

На полуострове Порккала-Удд 1-я дивизия морской пехоты приступила к созданию укрепрайона. Началось инженерное оборудование позиций — строились дзоты, траншеи, проволочные заграждения, создавались узлы обороны. Инженерно-сапёрные подразделения соединения создавали минные поля на подступах к позициям. Всего было построено 7 стационарных укреплённых позиций для артиллерийских батарей, две из которых сооружены в 1945 году.

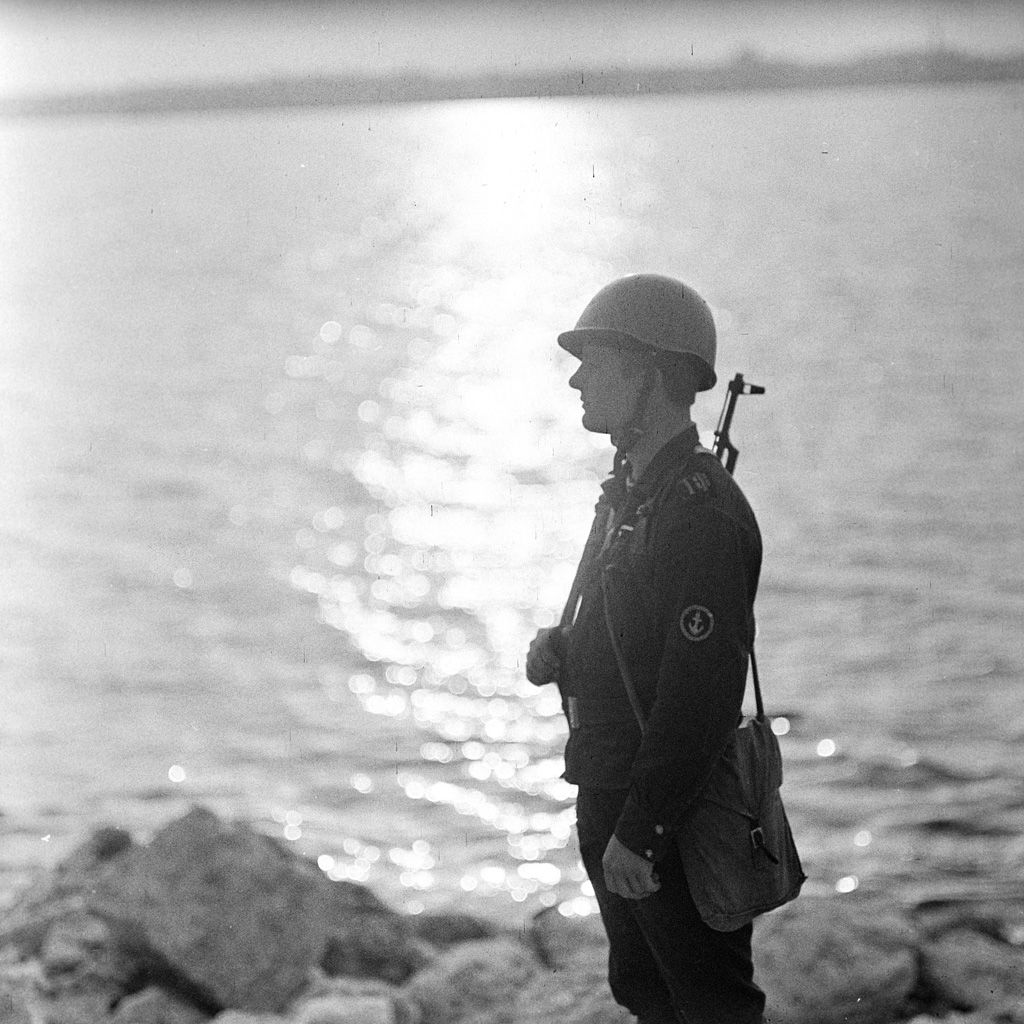
Морской пехотинец на боевом посту.
Владивосток. 1 мая 1974 года

Фактически 1-я дивизия морской пехоты превратилась в соединение, которое выполняло стратегическую задачу по обороне Ленинграда на дальних подступах. Полуостров Порккала-Удд имеет стратегическое значение, так как находился на самом узком месте Финского залива в 36 километрах от побережья Эстонской ССР.

### 1-я пулемётно-артиллерийская Мозырская Краснознамённая дивизия
В 1948 году в связи с полным пересмотром профиля боевой задачи решаемой дивизией, 1-я дивизия морской пехоты была переформирована в 1-ю пулемётно-артиллерийскую Мозырскую Краснознамённую дивизию (1 пулад).
1-я пулемётно-артиллерийская дивизия входила в состав Островского района Рижского участка береговой обороны. Некоторое время именовалась 1-й пулемётно-артиллерийской бригадой (1 пулабр).
В 1955 году советская военно-морская база была ликвидирована, а в январе 1956 года полуостров был досрочно возвращён Финляндии. В связи с этим 1 пулад была расформирована.